# Norman Mailer
Norman Kingsley Mailer, född 31 januari 1923 i Long Branch i New Jersey, död 10 november 2007 i New York, var en amerikansk författare.

## Biografi
Norman Mailer föddes i Long Branch, New Jersey, USA. Hans far Isaac Barnett Mailer tillhörde en litauisk judisk familj som emigrerat till Sydafrika. Fadern hade invandrat till USA 1919 och var verksam som revisor och affärsman. Modern hette som ogift Fanny Schneider och var dotter till en rabbin som var verksam som köpman. Norman Mailer hade också en yngre syster vid namn Barbara.
När Norman Mailer var nio år flyttade familjen till Crown Heights, Brooklyn.
Vid 16 års ålder började Norman Mailer studera vid Harvarduniversitetet  där han skall ha utmärkt sig genom sin klädstil och sitt skryt om påstådda sexuella erövringar. Han studerade flygteknik, men började ägna mycket tid åt att skriva skönlitteratur. 1941 vann han första pris i en tävling som anordnades av tidskriften Story.
Som 21-åring blev han inkallad till striderna över Stilla Havet under andra världskriget. Hans upplevelser där lade grund för hans roman De nakna och de döda (The Naked and the Dead, 1948). I mitten av 1960-talet var Mailer en stark personlig röst för amerikansk självuppgörelse och samhällskritik. Då han långt senare, som 73-åring, refererade till sig själv som "den siste mohikanen", motiverade han det med att han aldrig skulle ge sig och aldrig skulle sluta bry sig.
Han har belönats med Pulitzerpriset, i olika kategorier, för två av sina böcker, fackboken Nattens arméer (The Armies of the Night, 1968) och romanen Bödelns sång (The Executioner's Song, 1979). Efter att med konkreta exempel och jämförelser ha ifrågasatt USA:s roll i Vietnamkriget, inte enbart i Nattens arméer, sågs han dock av många som "sin generations ledande förargelseväckare".
Norman Mailer var gift sex gånger och fick nio barn. Han dömdes 1960 för misshandel till tre års villkorlig dom efter att ha huggit sin fru Adele Morales två gånger med en pennkniv, vilket punkterade hennes hjärtsäck och nästan dödade henne.
Mailer avled den 10 november 2007 av akut njursvikt, strax efter att den första delen av "The Castle in the Forest",  som skulle bli en delvis självbiografisk trilogi hade publicerats.

## Författarskap
Mailer debuterade 1948 med De nakna och de döda som blev en stor framgång hos både läsare och kritiker. Den hyllades enhälligt av kritikerna och vissa anser att det är en av de bästa krigsromaner som någonsin skrivits. Då Hollywood gjorde film av den, 1958, fick filmen inte samma djup som boken.
Uppföljarna Barbary Shore och Hjortparken fick ett sämre mottagande vilket gjorde att Mailer en tid övergav romanskrivandet för journalistiska verk. Efter att i den sistnämnda romanen ha skandaliserat Hollywood och gett uttryck för sin uppfattning om tidens sexuella attityder och dubbelmoral, återkom han som tidningsman emellanåt till detta kontroversiella ämne. Han anses ha varit en stor förnyare av den amerikanska journalistiken. I sin ofta nästan röda framtoning visste han dock sitt kommersiella värde. Herrtidningen Playboy Magazine betalade honom en sexsiffrig summa dollar för att skriva ett enda reportage om boxningsmatchen mellan George Foreman och Muhammad Ali, 1974. Han levde extravagant, betalade sina ex-fruar stora underhåll och lät aldrig sina många barn på skilda orter sakna lyx.
Med romanen Bödelns sång 1979 fick Mailer en ny stor framgång och många kritiker anser den vara hans mästerverk. Den stora romanen Fjärran nätter från 1983 som utspelar sig i forntidens Egypten fick ett blandat mottagande, men Mailer ansåg själv att det var hans främsta verk.
1991 utkom den över tusensidiga romanen Harlot's Ghost som handlar om CIA och 1997 Evangelium enligt Jesus där Jesus är huvudperson. Hans sista roman Slottet i skogen som utkom tio år senare handlar om Adolf Hitler. Mailer mötte gärna sina läsare, signerade sina böcker och satt i intervjufåtöljen inför publik, som vid Bok & Biblioteksmässan i Göteborg 1994. Bland de många tidningar som intervjuade honom i bostaden i Brooklyn, New York, var Expressen, 1997.